# 巴爾的摩縣
巴爾的摩县（英語：Baltimore County）是美国马里兰州北部的一個縣，北鄰宾夕法尼亚州，面積1,766平方公里。根據2020年美國人口普查，共有人口85萬4,535人。縣治陶森（Towson）。該郡最早的文獻紀錄始於1659年1月12日，縣名紀念殖民地時期領主的封號。
巴爾的摩独立市並不屬於本縣的範圍。

## 历史
“巴尔的摩”这个名字源自塞西尔·卡尔弗特，第二代巴尔的摩男爵（1605-1675年） ，他是马里兰省新殖民地和爱尔兰科克郡巴尔的摩镇的所有者。该县已知最早的文献记录可追溯至1659年1月12日，当时代表马里兰省议会向其治安官发出了一份令状。该县于1659年正式成立，属于马里兰州现有23个县之一。这假设17世纪中叶已经发生了一定程度的组织和任命。此前，旧巴尔的摩县更多地被认为是一个地理实体，而不是一个政治实体，其领土范围包括马里兰州东北部的大部分地区，当时是该省的西北边境，包括现在巴尔的摩市、塞西尔县的管辖范围。和哈福德县，以及卡罗尔县、安妮阿伦德尔县、弗雷德里克县、霍华德县和肯特县的部分地区。
1674 年，业主发布公告，为旧巴尔的摩县划定了当时广泛的边界线。在接下来的一个世纪里，随着边缘地区人口和定居点的增加，旧县的各个部分被分割开来。巴尔的摩县东北部的一部分以及肯特县西北部的一部分被分离出来，成立塞西尔县。1748 年，巴尔的摩县西部的一部分以及乔治王子县的一部分南部，被分离出来创建弗雷德里克县。1773 年，东部的哈福德县分离出来，1837 年，巴尔的摩县西部的另一部分与弗雷德里克县东部的一部分合并，创建卡罗尔县。1727年巴尔的摩县与安妮阿伦德尔县的南部边界调整后，称为帕塔普斯科河的中上游和西部支流，该县西北地区的一部分于1838年被指定为“西区”或“霍华德区、阿伦德尔县”，并于 1851年正式分离成立霍华德县。
老巴尔的摩的确切位置是布什河北侧的奇尔伯里角，属于现在的阿伯丁试验场（APG）的驻军，这是一个美国陆军武器测试设施。这是当地划船者的热门地点。APG 的文化资源管理计划试图找到老巴尔的摩，并与 R. Christopher Goodwin & Associates (Goodwin) 签约。古德温首先进行了历史和档案工作，并与现有的景观特征相协调，以确定老巴尔的摩的遗址。APG的陆军人员爆炸物处理装置拆除了所有未爆炸弹药。1997-1998年。古德温挖了420个测试坑，发现了包括查理二世国王在内的文物法新硬币、法国和英国的火石。
1683年，马里兰州议会通过了“贸易促进法案”，“在省内建立城镇、港口和贸易场所”。该法案建立的城镇之一位于“布什河上，城镇土地上，靠近法院”。1683年法案中提到的位于布什河的法院很可能就是根据1674年法案创建的法院。“老巴尔的摩”早在1674年就已存在，但没有任何文件描述其之前的情况。
1816年，巴尔的摩市从巴尔的摩县吞并了西、北、东和西南侧的几块被称为“辖区”的土地。由于1851年第二部州宪法的通过，县于 1851年7月4日从城市（其东、北、西三面包围）分离出来。巴尔的摩成为美国为数不多的“独立城市”之一，与该州其他23个县处于同一水平，并授予马里兰州议会权力之外的 有限“地方自治”权力。
1850年，巴尔的摩县人口已达21万，在当时的美国排名靠前。但1851年巴尔的摩独立市的划设导致该县损失了大部分城市地区，人口在1860年统计时下滑到5万余人。
美国内战结束后，巴尔的摩县受到巴尔的摩市高度繁荣的经济的影响，人口和城市化水平稳步提升。
二战后，美国的逆城市化（郊区化）迅猛发展，加上巴尔的摩市紧张的种族关系和不断高涨的犯罪率，很多巴尔的摩市民迁出城市搬到巴尔的摩县居住，该县人口已经反超了巴尔的摩市。
1970年代，县的法律系统和政府办公室得到了很大发展，以至于在其后面的西边竖起了一座独立的现代主义“县法院大楼”旧法院及其附属建筑，由一个铺砌的广场隔开，用于员工/访客的休闲和官方仪式。
1948年全民公投批准了1867年马里兰州宪法的宪法修正案，禁止未来未经受影响领土居民批准进行任何吞并。
民权运动期间发生了广泛的市县敌对行动，到了20世纪80年代，该县较老的内城区面临着日益严重的城市社会弊病。随着跨境国家议会选区的划定、地方政府机构的组建以及国家权力的增加，合作的氛围出现了。
该县拥有许多地方、州和国家历史名胜的财产和遗址，均被列入《国家史迹名录》，该名录由美国内政部国家公园管理局根据1935年8月的《历史古迹法》进行维护。

## 地理
根据美国人口普查局的数据，该县面积为682平方英里（1,770km2），其中598平方英里（1,550km2）为陆地，83平方英里（210km2）（12%）为水域。按土地面积计算，它是马里兰州第三大县。大部分地形起伏不定，陡峭的山丘通常高出潮水800英尺（240m）。最高海拔约为960英尺（290m），位于施特尔茨附近的宾夕法尼亚州界线沿线。最低海拔是切萨皮克湾海岸线的海平面。
巴尔的摩县的大部分地区都是郊区，横跨西北皮埃蒙特高原和该县南部和东南部地区，毗邻帕塔普斯科河和大西洋沿岸平原切萨皮克湾。巴尔的摩县北部主要是乡村地区，拥有连绵起伏的丘陵和落叶林景观，具有东南部混交林的特征，与东部和西部的邻国卡罗尔县和哈福德县共享地理，并向北穿过历史悠久的梅森-迪克森河线进入宾夕法尼亚州中南部的亚当斯县和约克县。

### 气候
除北部地区属夏季炎热湿润大陆性气候（Dfa ）外，该县属湿润亚热带气候（Cfa ）。陶森的月平均气温从1月的33.3 °F到7月的76.9 °F不等。

### 邻近县及独立市
- 宾夕法尼亚州约克县（北）
- 卡罗尔县（西）
- 哈福德县（东）
- 安妮阿伦德尔县（南）
- 肯特县（东南部）
- 霍华德县（西南部）
- 巴尔的摩市（南）

## 人口
| 调查年 | 人口    | 备注 | %±     |
| --- | ------- | ---- | ------ |
| 1790 | 38,937  |      | —      |
| 1800 | 59,030  |      | 51.6%  |
| 1810 | 75,780  |      | 28.4%  |
| 1820 | 96,201  |      | 26.9%  |
| 1830 | 120,870 |      | 25.6%  |
| 1840 | 134,379 |      | 11.2%  |
| 1850 | 210,646 |      | 56.8%  |
| 1860 | 54,135  |      | −74.3% |
| 1870 | 63,387  |      | 17.1%  |
| 1880 | 83,336  |      | 31.5%  |
| 1890 | 72,909  |      | −12.5% |
| 1900 | 90,755  |      | 24.5%  |
| 1910 | 122,349 |      | 34.8%  |
| 1920 | 74,817  |      | −38.8% |
| 1930 | 124,565 |      | 66.5%  |
| 1940 | 155,825 |      | 25.1%  |
| 1950 | 270,273 |      | 73.4%  |
| 1960 | 492,428 |      | 82.2%  |
| 1970 | 621,077 |      | 26.1%  |
| 1980 | 655,615 |      | 5.6%   |
| 1990 | 692,134 |      | 5.6%   |
| 2000 | 754,292 |      | 9.0%   |
| 2010 | 805,029 |      | 6.7%   |
| 2020 | 854,535 |      | 6.1%   |
| Population before 1860 includes town and (1797) city of Baltimore. Population decline in 1890 and 1920 census figures reflect annexations by the City of Baltimore. 1790–19601900–1990 1990–200020102020 |         |      |        |

### 2020年人口普查
| 种族/民族                      | 2010年人口 | 2020年人口 | % 2010占比 | % 2020占比 |
| ------------------------------ | ---------- | ---------- | ---------- | ---------- |
| 美国白人(NH)                   | 504,556    | 443,263    | 62.68%     | 51.87%     |
| 非裔美国人(NH)                 | 206,913    | 252,724    | 25.70%     | 29.57%     |
| 美洲原住民或阿拉斯加原住民(NH) | 2,107      | 1,942      | 0.26%      | 0.23%      |
| 亞裔美國人(NH)                 | 39,865     | 54,701     | 4.95%      | 6.40%      |
| 太平洋岛原住民(NH)             | 255        | 252        | 0.03%      | 0.03%      |
| 其他种族(NH)                   | 1,445      | 4,461      | 0.18%      | 0.52%      |
| 混血/多种族身份 (NH)           | 16,153     | 35,700     | 2.01%      | 4.18%      |
| 拉丁裔美国人 (包括任何族裔)    | 33,735     | 61,492     | 4.19%      | 7.20%      |
| Total                          | 805,029    | 854,535    | 100.00%    | 100.00%    |